# Idaea romeii
Idaea romeii là một loài bướm đêm trong họ Geometridae.